# José María Unsain Azpiroz

José María Unsain Azpiroz (Orio 1951) es un historiador, escritor y gestor cultural español, especializado en historia marítima y conservación del patrimonio. Fue uno de los impulsores del Museo Marítimo Vasco de San Sebastián (Untzi Museoa), institución que codirigió desde su apertura en 1991 hasta el año 2017. Asimismo, es fundador de la Revista de Estudios Marítimos del País Vasco (Itsas Memoria), dedicada a la investigación y difusión del legado marítimo vasco.
Su trayectoria también destaca por el compromiso con la protección del patrimonio arquitectónico e industrial, colaborando desde 1994 con organizaciones como Áncora y la Asociación Vasca del Patrimonio Industrial y Obra Pública. Es miembro de la Sociedad de Estudios Vascos ( Eusko Ikaskuntza) y Socio de Número de la Real Sociedad Bascongada de Amigos del País.

## Biografía
José María Unsain se licenció en Filosofía y Letras, con especialidad en Historia del Arte, por la Universidad Autónoma de Barcelona (1977). Su trayectoria profesional se ha desarrollado principalmente en los ámbitos de la investigación histórica, el patrimonio cultural y las artes visuales.
Entre 1982 y 2001 fue socio de la Filmoteca Vasca, institución con la que colaboró  en tareas recuperación de materiales cinematográficos y  en investigación histórica que derivaron en  diversas publicaciones. Formó parte de su junta directiva entre 1999 y 2001.
En el campo de las artes visuales, ha sido pionero en el estudio del humor gráfico, el cómic y el diseño publicitario en el País Vasco, aportando una visión innovadora en estas disciplinas. 
Participó en la creación del Museo Naval de San Sebastián, institución que codirigió hasta 2017. En este contexto, editó numerosas monografías centradas en la historia y el patrimonio marítimo, y llevó a cabo un programa de recuperación del patrimonio marítimo vasco. Como comisario, organizó cerca de treinta exposiciones temporales para el museo.
Es autor también de diversos libros y  guiones para vídeos de temas históricos.